# 奥道後温泉
奥道後温泉（おくどうごおんせん）は、愛媛県松山市（旧国伊予国）に湧出する温泉。

## 泉質
- アルカリ性単純硫黄温泉
- 38.4℃
  - 四国では珍しい良質の硫黄泉として知られている。[1]

### 効能
- 関節痛、切り傷、肩こり、冷え性、くじき、運動器障害、皮膚病、婦人病、高血圧、糖尿病、動脈硬化症、神経痛、筋肉痛、五十肩、打ち身、運動麻痺、慢性消化器病他

※注 : 効能はその効果を万人に保証するものではない

## 温泉街
石手川上流の渓谷に来島どっくグループが開発した滞在型リゾート施設で、ホテル奥道後を中心とした温泉レジャーランドである。
湧出量が豊富なので浴槽は全て掛け流しで使用している。さらに松山市中心部の銭湯のほか、保養所、旅館も引湯している。

## アクセス
- 伊予鉄バス[52系統]松山空港線湧ヶ淵行きで奥道後停留所下車すぐ、[52系統]湯の山ニュータウン行きで湯之元停留所下車約200m。
  - 奥道後行きの場合もバスは湯之元停留所（上記写真左手のバス停）より湯の山ニュータウンを循環後奥道後に向かうため時間がかかり、[2]当停留所で下車した方が早く到着できる。
- せとうちバス松山―今治・大三島特急バスで奥道後停留所下車すぐ。[3]